# بلوری‌فیس
بلوری‌فیس (انگلیسی: Blurryface؛ یا به‌سبک نوشتاری BLURRYFΛCE) چهارمین آلبوم استودیویی گروه موسیقی دونفره آمریکایی توئنی وان پایلتس است که در ۱۷ مه ۲۰۱۵ ازطریق فیولد بای رامنمنتشر شد.
این آلبوم مانند آلبوم قبلی، ژانرهای مختلف موسیقی مانند راک، پاپ، رگی و مستقل را در بر می‌گیرد. از نظر اشعاری، این آلبوم شامل مضامین بهداشت روان، تردید و مذهب است. این آلبوم شامل تک آهنگ‌های موفق «استرس‌زده» و «روندن» است که هر دو به جمع پنج رتبه برتر ۱۰۰ آهنگ داغ بیلبورد رسیده‌اند.
بلوری‌فیس با استقبال خوبی از طرف منتقدان موسیقی روبرو شد و از مضامین و تنوع موسیقی این اثر تعریف کردند. این آلبوم به عنوان موفقیت بزرگی در ترانه‌شناسی گروه در نظر گرفته می‌شود و اولین آلبوم گروه است که به رتبه یک در بیلبورد ۲۰۰ رسیده‌است. این آلبوم تا آوریل ۲۰۱۷ بیش از ۱٫۵ میلیون نسخه در ایالات متحده به فروش رسانده‌است. در سال ۲۰۱۸، بلوری‌فیس به اولین آلبوم در عصر موسیقی دیجیتال تبدیل شد که هر قطعه‌اش حداقل یک گواهینامه طلا از انجمن صنعت ضبط موسیقی ایالات متحده آمریکا دریافت می‌کند. آلبوم در ۱۵ مه ۲۰۱۹ چهار سال حضورش را در جدول بیلبورد ۲۰۰ را گذرانده و تاکنون از این جدول خارج نشده‌است.

## فهرست قطعه
همهٔ ترانه‌ها توسط تایلر جوزف نوشته شده‌است.
| بلوری‌فیس   | بلوری‌فیس                                    | بلوری‌فیس                | بلوری‌فیس |
| شماره      | نام                                         | تهیه‌کننده               | مدت      |
| ---------- | ------------------------------------------- | ----------------------- | -------- |
| ۱.         | «روح کثیف سنگین»                            | ریکی رید تایلر جوزف [a] | ۳:۵۵     |
| ۲.         | «استرس‌زده»                                  | مایک الیزوندو جوزف [a]  | ۳:۲۲     |
| ۳.         | «راید»                                      | رید جوزف [a]            | ۳:۳۵     |
| ۴.         | «نسبتاً محلی»                                | رید جوزف [a]            | ۳:۲۷     |
| ۵.         | «اشک در قلب من»                             | رید جوزف [a]            | ۳:۰۸     |
| ۶.         | «پسر لین»                                   | رید جوزف [a]            | ۴:۱۳     |
| ۷.         | «قاضی»                                      | مایک کراسی جوزف [a]     | ۴:۵۸     |
| ۸.         | «شک»                                        | رید جوزف [a]            | ۳:۱۱     |
| ۹.         | «قطبی شدن»                                  | الیزوندو جوزف [a]       | ۳:۴۷     |
| ۱۰.        | «ما باور نداریم که چه چیزی در تلویزیون است» | رید جوزف [a]            | ۲:۵۷     |
| ۱۱.        | «میسیج من»                                  | تیم اندرسون جوزف [a]    | ۴:۰۰     |
| ۱۲.        | «زادگاه»                                    | الیزوندو جوزف [a]       | ۳:۵۵     |
| ۱۳.        | «امروز نه»                                  | الیزوندو جوزف [a]       | ۳:۵۸     |
| ۱۴.        | «گونر»                                      | رید جوزف [a]            | ۳:۵۷     |
| مجموع مدت: | مجموع مدت:                                  | مجموع مدت:              | ۵۲:۲۳    |

| قطعه جایزه ژاپن | قطعه جایزه ژاپن  | قطعه جایزه ژاپن     | قطعه جایزه ژاپن |
| شماره           | نام              | تهیه‌کننده           | مدت             |
| --------------- | ---------------- | ------------------- | --------------- |
| ۱۵.             | «اسلحه برای دست» | Greg Wells جوزف [a] | ۴:۳۰            |
| ۱۶.             | «دوست داشتنی»    | Wells جوزف [a]      | ۴:۱۸            |
| مجموع مدت:      | مجموع مدت:       | مجموع مدت:          | ۵۷:۱۹           |

| جایزه نسخه محدود CD | جایزه نسخه محدود CD | جایزه نسخه محدود CD   | جایزه نسخه محدود CD |
| شماره               | نام                 | تهیه‌کننده             | مدت                 |
| ------------------- | ------------------- | --------------------- | ------------------- |
| ۱.                  | «هیتنز»             | الیزوندو ولز جوزف [a] | ۳:۱۵                |
| مجموع مدت:          | مجموع مدت:          | مجموع مدت:            | ۵۱:۴۶               |

یادداشت‌ها
- ^[a]  به‌معنی تهیه‌کننده مشترک